# Jineologia

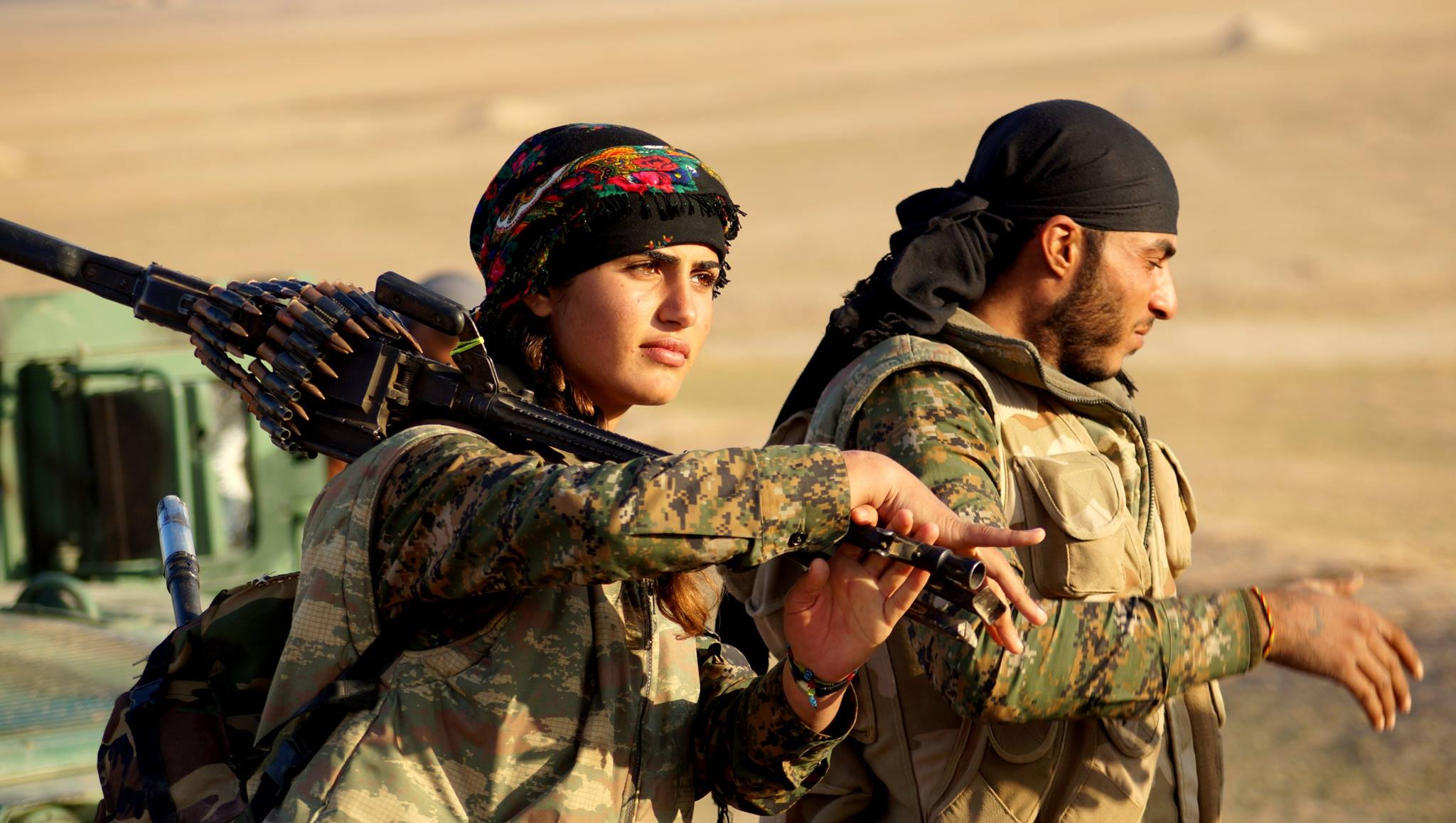
Viyan Antar, feminista kurda i combatent de les YPJ

La jineologia o feminisme kurd, és una forma de feminisme i igualtat de gènere advocada per Sakiné Canciz i Abdullah Öcalan, líder del Partit dels Treballadors del Kurdistan (PKK) i de la Confederació Democràtica del Kurdistan (KCK).

En kurd, Jineolojî, significa 'ciència de les dones' i la paraula jin significa 'dona', però també prové de l'arrel jiyan, que significa 'vida'.
| «                                                                       | El grau de transformació de la societat es determina pel grau de transformació que assoleixen les dones. De la mateixa manera, el nivell de llibertat i igualtat de les dones determina la llibertat i la igualtat de tots els sectors de la societat […] Per a una nació democràtica, també la llibertat de les dones és de gran importància, ja que la dona alliberada constitueix la societat alliberada. La societat alliberada al seu torn constitueix una nació democràtica. A més, la necessitat de revertir el paper de l'home és d'importància revolucionària. | » |
| — Abdullah Öcalan, Alliberament de la vida: Revolució de la dona (2013) | |   |

La Jineologia és una de les ideologies oficials de la Federació de Síria del Nord-Rojava; és un principi fonamental del Partit de la Unió Democràtica (PYD), integrat al KCK, que actualment centra la revolució social kurda a Rojava.

## Introducció
El Kurdistan, un poble d'aproximadament 40 milions de persones, després de la Primera Guerra Mundial seu territori va ser repartit entre Turquia, Síria, Iran i Iraq i des de llavors un pla d'extermini contra el poble kurd ha estat posat en marxa.
Per enfrontar aquest genocidi, el 1978 es va fundar el Partit dels Treballadors del Kurdistan (PKK) i en 1987 les dones del Kurdistan es van sumar, amb el Moviment de Dones Lliures del Kurdistan (YJWK), a la lluita per la llibertat i la identitat del poble kurd, però també per assolir un objectiu més ambiciós: acabar amb l'opressió de l'estat capitalista i del patriarcat, proposant la construcció d'una societat basada en nous principis. Les integrants del Moviment sostenen la convicció de la necessitat d'organitzar-se per elles mateixes, de manera autònoma, en una associació que confronti la dominació masculina i que els permeti desenvolupar una societat lliure en la qual viure democràticament, sense les estructures d'Estat-nació, ni del patriarcat, ni del capitalisme.

### Història de la participació de les dones en la guerrilla kurda[7]
- 1987: Les dones funden el YJWK (Moviment de Dones Lliures del Kurdistan) sota el ERNK (Front Nacional d'Alliberament del Kurdistan), l'organització de primera línia del PKK.
- 1993: Formació de les primeres unitats de la guerrilla.
- 1995: Durant el Primer Congrés de Llibertat de Dones del Kurdistan, es va fundar l'organització sindical sota el nom de YAJK (Unió de Dones Lliures del Kurdistan).
- 1998: Es decideixen els principis fonamentals per a la revolució social dirigida per les dones amb la ideologia d'Alliberament de la Dona.
- 1999: Es funda el partit de dones amb el nom de Partit de les Dones Treballadores del Kurdistan (PJKK).
- 2000: El Moviment d'Alliberament de les Dones del Kurdistan assumeix l'organització del Partit de la Llibertat de la Dona (PIA) i s'ocupa de compartir l'experiència de les dones kurdes amb les dones d'altres pobles.
- 2004: Con el Partit de la Llibertat de les Dones del Kurdistan (PAJK), l'organització del partit femení s'expandeix.
- 2005: Amb la Unió de Comunitats de Dones, que comprèn les quatre regions del Kurdistan, i l'organització de dones a l'estranger, es funda l'Organització Confederal de Dones (KJB).
- 2012: El 19 de Juliol els kurds i les kurdes del nord de Síria inicien la Revolució de Rojava.
- 2017: Naixement de Jinwar.

## Bases del moviment
El Moviment no només està conformat per guerrilleres, sinó també per organitzacions i sindicats, comunicadores, acadèmiques, artistes i diplomàtiques dins d'una organització horitzontal i flexible d'assemblees, consells i comunes.
Aquesta ideologia es basa en l'exemple de Sakiné Canciz, una de les cofundadores del PKK i en els conceptes desenvolupats per Abdullah Öcalan, líder del moviment kurd. La potència de la lluita i de la resistència es troba en la construcció de vincles identitaris fraternals, de sororitat, i territorials. Per a ells és necessària una societat polititzada, activa i conscient de si mateixa, que internalitzi una ètica d'amor col·lectiva, on la vida tingui més valor que la mort. Això seria possible a través del Confederalisme Democràtic, un model de societat autònoma i comunal construïda sobre la democràcia, l'ecologia i la igualtat de gènere i una coexistència pacífica de totes les ètnies i religions.

## Jineologia en l'actualitat
Les dones representen el 40% de la milícia kurda que lluita en el conflicte al Kurdistan occidental contra Estat Islàmic a la Guerra civil siriana. Les dones lluiten conjuntament amb homes en les Unitats de Protecció Popular (YPG), així com en la seva pròpia milícia, les Unitats de Protecció de les Dones (YPJ). Dins d'ambdues milícies s'estudia la Jineologia com a part fonamental de l'estudi del pensament d'Öcalan.
L'agenda de la Jineologia de «trencar les regles religioses i tribals que limiten les dones» és un fet molt controvertit a les àrees més conservadores de la societat al nord de Síria. Per intentar acabar amb aquestes controvèrsies, hi ha cursos de Jineologia que s'ofereixen a l'acadèmia de dones de Kongreya Star.
La Jineologia s'imparteix en centres comunitaris kurds a tot Turquia i Síria, on les dones aprenen sobre emancipació femenina, la defensa pròpia -en relació amb els crims d'honor, la violació i la violència domèstica- i on les dones víctimes d'abusos són ajudades. El Comitè Kurd de Jineologia és un comitè per a dones, fundat pel Partit dels Treballadors del Kurdistan (PKK), compromès amb la construcció de la democràcia, el socialisme, l'ecologia i el feminisme.
Al Kurdistan occidental (Rojava), on kurds, àrabs, assiris, turcs i txetxens intenten crear junts un sistema alternatiu, s'està tirant endavant aquest model de societat. Allí les dones s'organitzen formacions, comunes i cooperatives en les àrees d'educació, economia, autodefensa, assumptes socials, justícia, política, ecologia i art.
El Moviment de Dones Kurdes (TJK) sosté que per canviar la societat és necessari un espai autònom i una estructura on organitzar-se. Per això, a partir de 2017, va començar a construir Jinwar, un poble ecològic de dones lliures del Kurdistan occidental. Aquest poble, construït per dones i per a dones, va ser fundat sobre els principis de l'autosostenibilitat i de la Jineologia, a la recerca que elles mateixes redescobreixin, restableixin i reclamin col·lectivament la seva llibertat inherent i el seu potencial creatiu. Així doncs, aquest projecte busca vincular la vida de les dones amb el patrimoni cultural i ancestral femení, en un espai lliure i autònom i comunitari.
A nivell continental, un dels principals actius en la difusió de la ideologia és Zilan Diyar, membre del Comitè de Jineologia a Europa, així com també del Moviment de Dones Kurdes.